# Ngadas (Sukapura)
Ngadas is een bestuurslaag in het regentschap Probolinggo van de provincie Oost-Java, Indonesië. Ngadas telt 678 inwoners (volkstelling 2010).